# 津川力
津川 力（つがわ ちから、1973年5月1日 - ）は、元プロ野球選手（外野手）で、現在は日本野球機構（NPB）所属のプロ野球審判員。審判員袖番号は22。

## 来歴・人物

### アマチュア時代
小学3年生で野球を始め、新宿のリトルリーグに通っていた。1986年、父親の勧めで高知県の明徳義塾中学校に入学し、3年の夏には中軸のショートとして活躍、四国大会での優勝を収めた。
1989年、明徳義塾高校に進学。
1991年、高校3年の夏に第73回全国高等学校野球選手権大会に出場。1回戦の市岐阜商戦で2本塁打を放ち注目され、同年のドラフトでヤクルトスワローズから4位指名を受ける。

### プロ入り後
1992年、ヤクルトスワローズに入団。イースタンリーグでは97年に打率.324、15本塁打、34打点で首位打者を獲得するなどの好成績を残したが、一軍での出場機会はほとんど得られず1999年に戦力外通告を受ける。その後オリックス・ブルーウェーブ、西武ライオンズ、横浜ベイスターズの3球団の入団テストを受けるがいずれも不合格に終わり、現役を引退した。

### プロ引退後
2001年、パシフィック・リーグ審判部入局。審判員袖番号は22（入局から2010年までは22、2011年から2013年までは29）。
2005年のオールスターゲームで球宴初出場を果たし、第1戦で球審、第2戦でも審判を務めている。
2008年には8年目にして日本シリーズ初出場を果たした（第4戦で球審）。経験年数10年未満での日本シリーズ出場は異例の早さとされ、快挙といえる（2007年には同僚の秋村謙宏が9年目で日本シリーズ初出場を果たしているが、津川はさらに1年少ない年数での初出場である）。2010年にも日本シリーズに出場し第2戦で球審を務めた。
2012年5月16日、東京ヤクルトスワローズ対福岡ソフトバンクホークス戦の球審を務め、通算1000試合出場を達成した。
2016年セ・リーグクライマックスシリーズファイナルステージ第四戦ではストライクゾーンの違いについて解説の野口寿浩に言及された。
2017年の第4回WBCでは、ソウルで行われた1次ラウンドA組において4試合で審判を務めた。
2018年8月9日の広島対中日の試合において、ボールカウントを間違えたことにより、本来ならば四球であるところを宣告せず打席が継続する不手際があったため、後日NPBより厳重注意を受けた。
2023年4月1日の埼玉西武ライオンズ対オリックス・バファローズ2回戦（ベルーナドーム）の球審を務め、史上73人目の通算2000試合出場を達成した。

## 詳細情報

### 年度別打撃成績
| 年 度     | 球 団     | 試 合 | 打 席 | 打 数 | 得 点 | 安 打 | 二 塁 打 | 三 塁 打 | 本 塁 打 | 塁 打 | 打 点 | 盗 塁 | 盗 塁 死 | 犠 打 | 犠 飛 | 四 球 | 敬 遠 | 死 球 | 三 振 | 併 殺 打 | 打 率 | 出 塁 率 | 長 打 率 | O P S |
| --------- | --------- | ----- | ----- | ----- | ----- | ----- | -------- | -------- | -------- | ----- | ----- | ----- | -------- | ----- | ----- | ----- | ----- | ----- | ----- | -------- | ----- | -------- | -------- | ----- |
| 1997      | ヤクルト  | 1     | 2     | 2     | 0     | 0     | 0        | 0        | 0        | 0     | 0     | 0     | 0        | 0     | 0     | 0     | 0     | 0     | 0     | 0        | .000  | .000     | .000     | .000  |
| 通算：1年 | 通算：1年 | 1     | 2     | 2     | 0     | 0     | 0        | 0        | 0        | 0     | 0     | 0     | 0        | 0     | 0     | 0     | 0     | 0     | 0     | 0        | .000  | .000     | .000     | .000  |

### 記録
- 初出場・初先発出場：1997年9月30日、対中日ドラゴンズ戦（ナゴヤドーム）、8番・右翼手で先発出場[1]
- 初打席：同上、3回表に山本昌から内野フライ

### 背番号
- 35（1992年 - 1995年）
- 55（1996年 - 1999年）

## 審判出場記録
- 初出場：2001年10月2日、ロッテ対日本ハム28回戦（千葉マリンスタジアム）、三塁塁審[4]。
- 2000試合出場：2023年4月1日、埼玉西武ライオンズ対オリックス・バファローズ2回戦（ベルーナドーム）、球審 ※史上65人目[13]
- 出場試合数：2213試合
- オールスター出場：3回（2005年、2013年、2022年）
- 日本シリーズ出場：7回（2008年、2010年、2017年、2019年、2020年、2022年、2023年）

（記録は節目の出場記録を除き、2024年シーズン終了時）

## 表彰
- 審判員奨励賞：2回（2010年、2017年）
- ファインジャッジ賞：1回（2016年）